# Jüdischer Friedhof (Elze)

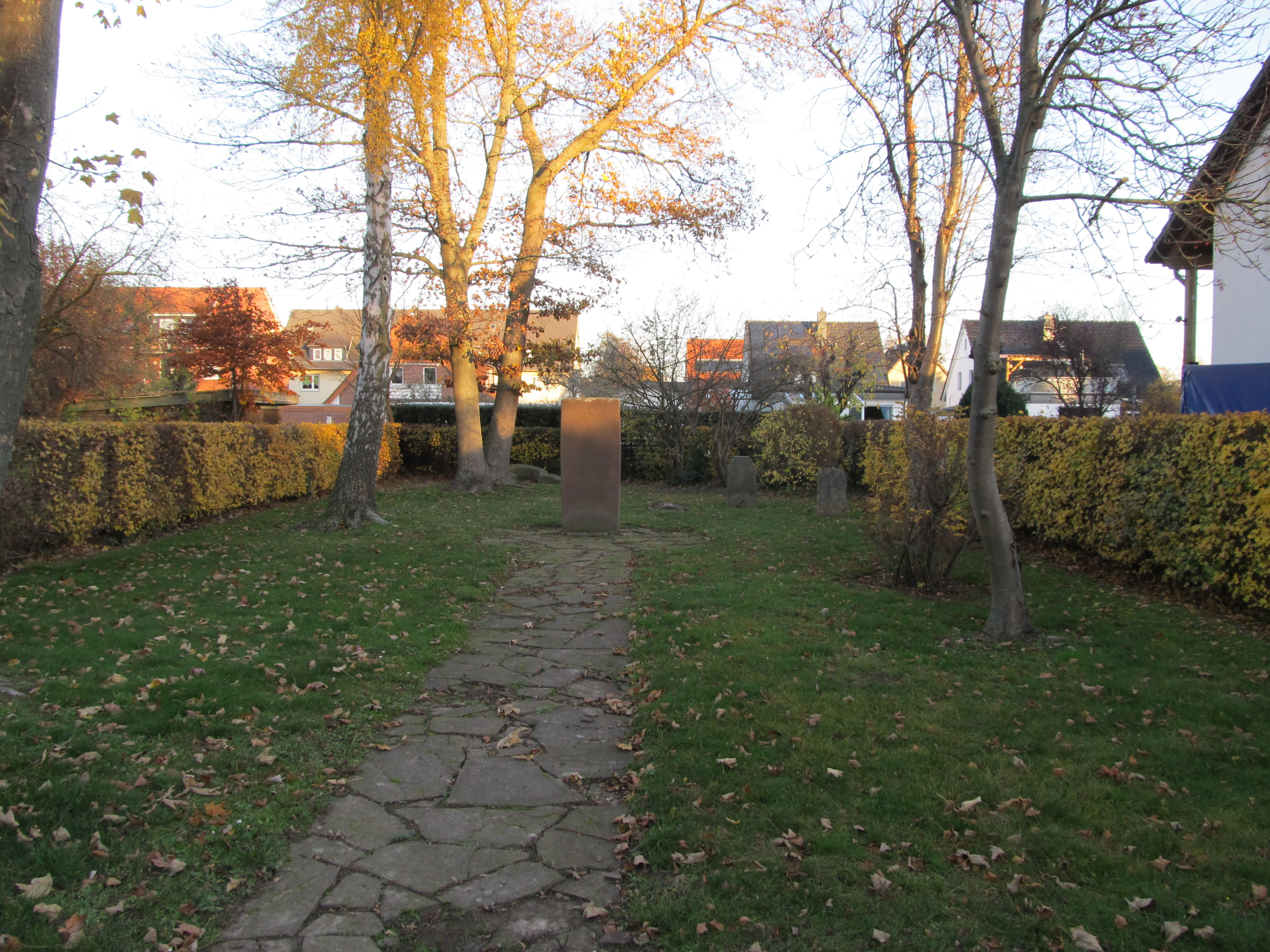
Jüdischer Friedhof Elze (2020)

Der Jüdische Friedhof Elze liegt in der Stadt Elze im niedersächsischen Landkreis Hildesheim. Auf dem jüdischen Friedhof am Heilswannenweg sind zwei Grabsteine erhalten.